# Festucula
Genre
Festucula est un genre d'araignées aranéomorphes de la famille des Salticidae.

## Distribution
Les espèces de ce genre se rencontrent en Afrique et en Israël.

## Liste des espèces
Selon World Spider Catalog (version 25.0, 10/02/2024) :
- Festucula australis Lawrence, 1927
- Festucula botswana Azarkina & Foord, 2023
- Festucula festuculaeformis (Lessert, 1925)
- Festucula haddadi Azarkina & Foord, 2014
- Festucula lawrencei Lessert, 1933
- Festucula leroyae Azarkina & Foord, 2014
- Festucula lineata Simon, 1901
- Festucula monticola Berland & Millot, 1941
- Festucula robusta Azarkina & Foord, 2014
- Festucula vermiformis Simon, 1901

## Systématique et taxinomie
Ce genre a été décrit par Simon en 1901 dans les Attidae.

## Publication originale
- Simon, 1901 : Histoire naturelle des araignées. Paris, vol. 2, p. 381-668 (intégral).